# 亞歷山大·庫切爾
亞歷山大·庫切爾（Олександр Миколайович Кучер，1982年10月22日—）是烏克蘭的一位足球運動員。在場上司職後衛及中場。他曾在2006年至2017年效力于烏克蘭足球超級聯賽球隊頓內次克礦工。他也代表烏克蘭國家隊參加了兩屆歐洲國家盃。